# إينغارمار بورغستروم
إينغارمار بورغستروم (بالسويدية: Ingemar Burgström)‏ (5 مارس 1926 – 9 يوليو 1951) هو ملاكم سويدي راحل، مثّل بلاده في الألعاب الأولمبية الصيفية 1948.

## روابط خارجية
إينغارمار بورغستروم على موقع أوليمبيديا (الإنجليزية)
- إينغارمار بورغستروم على موقع اللجنة الأولمبية السويدية (السويدية)